# Arthur Dreifuss
Pour les articles homonymes, voir Dreifuss.
Pour les articles ayant des titres homophones, voir Arthur Dreyfuss et Arthur Dreyfus.
Arthur Dreifuss, né le 25 mars 1908 à Francfort-sur-le-Main (Province de Hesse-Nassau) et mort le 31 décembre 1993 à Studio City, Los Angeles (Californie), est un réalisateur, scénariste et producteur de cinéma allemand naturalisé américain.

## Biographie
Dreifuss commence sa carrière en Allemagne en tant que chorégraphe et producteur de comédies musicales. En 1928, il s'installe à New York, où il travaille d'abord comme directeur de la danse pour des comédies musicales à petit budget. Au milieu des années 1930, il commence à tourner quelques courts métrages à Hollywood, puis dans les années 1940, il réalise des films de série B. Vers la fin de sa carrière, Dreifuss s'est concentré sur les films sur la contreculture des jeunes hippies. Mais il est surtout connu pour ses productions musicales.
Dreifuss vit à Studio City et il est décédé au centre médical Cedars-Sinaï. Il est marié à Ruth Dreifuss (née en 1909), originaire du Missouri, et père d'une fille et d'un fils.

## Filmographie non exhaustive

### Réalisateur
- 1942 : Racket sur la ville (en) (The Boss of Big Town)
- 1943 : Mélodie Parade (en) (Melody Parade)
- 1943 : La Fille du sultan (en) (The Sultan's Daughter)
- 1944 : Le Triomphe de Vénus (en) (Ever Since Venus)
- 1945 : Vie d'artistes (en) (Eadie Was a Lady)
- 1945 : Rendez-vous avec la mort (en) (Boston Blackie's Rendezvous)
- 1945 : La Séduisante Señorita (en) (The Gay Senorita)
- 1945 : Le Cargo des prisonniers (en) (Prison Ship)
- 1945 : Le Faux Assassin (en) (Boston Blackie Booked on Suspicion)
- 1946 : Freddie en a assez (en) (Freddie Steps Out)
- 1947 : Vacances au Far West (en) (Vacation Days)
- 1947 : Deux Blondes et une rousse (en) (Two Blondes and a Redhead)
- 1949 : L'Ange de Manhattan (en) (Manhattan Angel)
- 1949 : On chante dans mon quartier (en) (There's a Girl in My Heart)
- 1959 : Espions en uniforme (en) (The Last Blitzkrieg)
- 1959 : Juke Box Rhythm (en)
- 1962 : The Quare Fellow (it)
- 1966 : 10.32 (nl)
- 1967 : Rue des hippies (The Love-Ins)
- 1967 : Riot on Sunset Strip
- 1968 : For Singles Only (en)
- 1968 : Le Guitariste du Kentucky (en) (A Time to Sing)
- 1968 : The Young Runaways (en)